# Ronan Le Bars
Ronan Le Bars, né le 8 avril 1968 à Guingamp dans les Côtes-d'Armor, est un musicien français de culture bretonne, réputé pour sa virtuosité aux uilleann pipes, à la cornemuse et au low whistle.
Il participe aux grandes formations bretonnes comme L'Héritage des Celtes, The Celtic Social Club, An Tour-Tan, Celtictales, Celtic Procession, Pennoù Skoulm, Glaz. Il travaille notamment avec les plus grands artistes bretons ; Alan Stivell, Dan Ar Braz, Gilles Servat, Denez Prigent, Red Cardell, Gabriel Yacoub, Soïg Sibéril, Didier Squiban, Manu Lann-Huel, Jacques Pellen, les frères Boclé. Il est également présent sur les albums de Deep Forest, Johnny Hallyday, Claude Nougaro, Renaud, Yann Tiersen, Stephan Eicher, Michel Polnareff...
Ronan Le Bars est Chevalier des Arts et des Lettres.

## Biographie

### 1976 - 1991

#### Les Uilleann pipes
Ronan Le Bars est né dans une famille de musiciens. Son père, Adolphe Le Bars, a joué de la cornemuse écossaise au Bagad Sonerien Bro Dreger de Perros-Guirec. Malgré cela ses parents se sont opposés à ce qu'il devienne très tôt musicien. Il découvre à l'âge de huit ans la cornemuse écossaise et commence son apprentissage et sa pratique au sein du bagad de Guingamp. À l'âge de seize ans, en écoutant After the break du groupe irlandais Planxty, lui vient une révélation sonore. Fasciné par l'instrument joué par le piper Liam O'Flynn, il se confectionne une cornemuse irlandaise, les uilleann pipes, à partir de pièces de Robby Hugues, luthier à Belfast. C'est un coup de cœur pour cet instrument dont il en joue en autodidacte avec un talent atypique. Les enseignements apportés lors d'un stage par Patrick Molard pour la cornemuse lui permettent d'appliquer sa technique à la sensibilité des uillean pipes. Il a pour modèles irlandais des grands maîtres du uillean-pipes, de Paddy Keenan à Davy Spillane, le poète Seamus Hennis, Willy Clancy ou encore Léo Rowsome.

#### Pennoù Skoulm

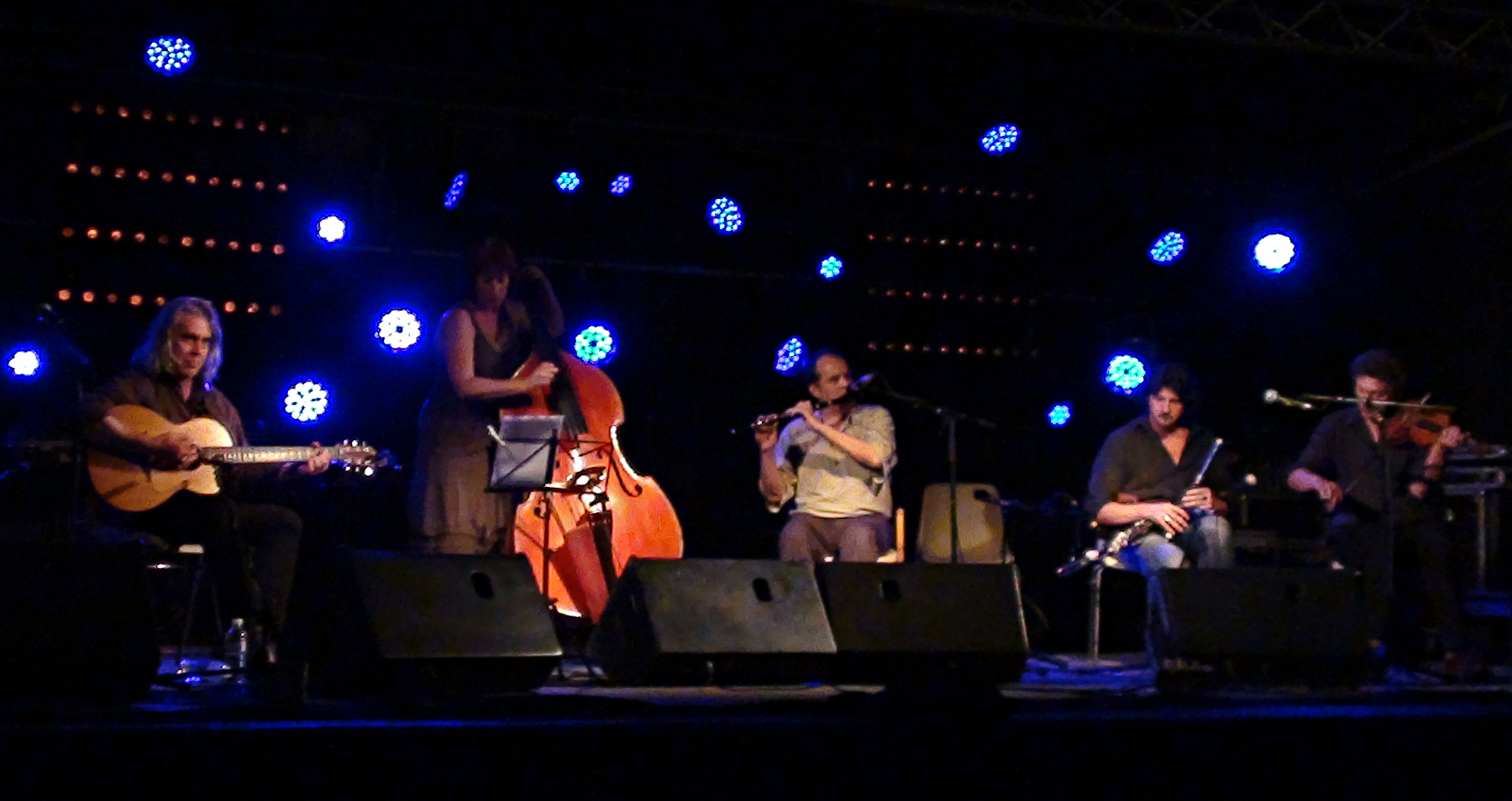
Pennoù Skoulm à Roscoff en 2012

À 18 ans, il intègre le Bagad de Lann-Bihoué et y effectue son service militaire en 1990. De retour, il travaille au palais des congrès de Trégastel et joue le soir dans les bars. Au contact des autres musiciens, il multiplie les sessions irlandaises, à Berhet notamment, qui lui permettent d'élaborer son propre style. À la fin des années 1980, il forme alors le groupe Maogan avec Yvon Riou à la guitare et Alain Defer aux percussions (bodhran). C'est là qu'il se fait connaitre grâce à un premier enregistrement avec son trio, qui puise à la fois dans le répertoire irlandais et dans le fond breton. Et en 1990 il entre au sein du groupe de musique à danser Pennoù Skoulm, aux côtés de Jean-Michel Veillon (flûtes), Soïg Sibéril (guitare), Jacky Molard et Christian Lemaître (violons).

### 1992 - 1995

#### L'Héritage des Celtes
Contacté en 1989 par le guitariste breton Dan Ar Braz, il participe à Rêves de Siam, la bande originale du film d'Olivier Bourbeillon sorti en 1992, utilisant la cornemuse de Yann Ar Bars, entouré de Maartin Allcock et John Kirkpatrick. Il joue en 1992 avec groupe de rock celtique Glaz pour l'album Excalibur et il participe la même année à la création Le Fleuve du chanteur Gilles Servat sur l'album et le spectacle (Tombées de la Nuit à Rennes). Toujours en 1992, il entre au sein de L'Héritage des Celtes, la grande formation de Dan Ar Braz. Il côtoie les musiciens Celtes et connait le succès grand public.

#### Eurovision
En 1993 il collabore sur un projet de musique fusion, Keltic Tales (« Contes celtiques »), avec les frères Gildas et Jean-Baptiste Boclé, jazzmen réputés. Entre jazz, rock et musique traditionnelle bretonne, ils enregistrent trois albums : Celtic Tales en 1997, Pas an Dour en 2000 et enfin Crossfields en 2011 En 1994, il enregistre sur l'album Les Iles de Manu Lann-Huel. Il rencontre le pianiste Didier Squiban et participe à son groupe An TourTan en 1995 et à Penn Ar Bed, un album enregistré pour l’événement maritime Brest 96. Il participation aussi au concours de l'Eurovision à Oslo avec Dan Ar Braz.

### 1996 - 2002

#### Celtic Procession

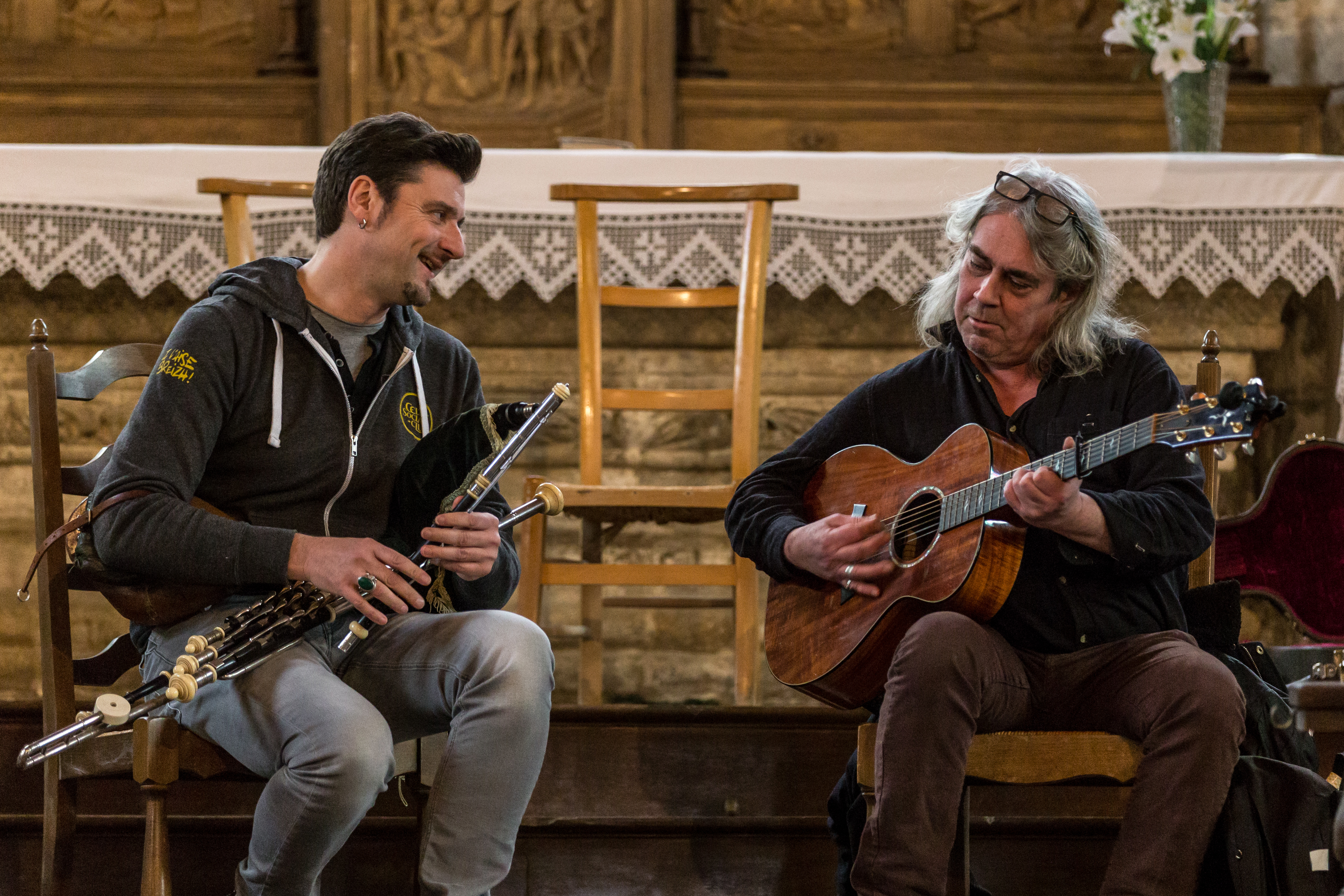
Duo avec Nicolas Quemener (ici en 2016).

En 1996 il entre dans la formation Celtic Procession du guitariste Jacques Pellen. Il sort en 1997 un album, Bímís Ag Ol ("Buvons ensemble"), sous la direction artistique de Didier Squiban. La rencontre avec le guitariste Nicolas Quemener se concrétise fin 1996 pour l’enregistrement de l’album. Ensemble, ils créent un duo. Il fait la connaissance en 1999 du producteur Hughes de Courson pour l'enregistrement de l'album Songs of innocence qui sera suivi de O'Stravaganza, où la musique celte rencontre celle de Vivaldi. Avec Celtic Procession il enregistre un CD en public au festival des Tombées de la Nuit 2000.
Il collabore avec Stefan Eicher pour l'enregistrement de l'album Louanges, en 1999, suivi d'une tournée avec des musiciens internationaux, des Vieilles Charrues jusqu'en Allemagne et en Suisse pour une soixantaine de dates mais aussi une semaine à l'Olympia. Il est amené à retravailler avec Eicher, sur Hotel's en 2001, sur un titre avec Les Enfoirés, au festival de Cornouaille 2004...

#### Stade de France
En 2000 il joue pour Claude Nougaro et participe à l'album L'Ile Hélène, chanson qui touche le public du festival des Vieilles Charrues en 2001 au son de la cornemuse. Il enregistre sur l'album :Y: de Gabriel Yacoub en 2001, sur O'Stravaganza pour le projet de Hugues De Courson et Youenn Le Berre réunissant musiciens classiques et traditionnels et sur Au-delà des mots d'Alan Stivell. Il fait la rencontre de Yann Tiersen et participe à l'enregistrement en public du double album C'était ici en février 2002 à la Cité de la musique puis l'accompagne en tournée. En mars 2002, avec Dan Ar Braz et une bonne partie de l’équipe de l’Héritage des Celtes (Carlos Núñez, Denez Prigent, Didier Squiban, Gilles Le Bigot, Bagad Kemper, etc.) il donne deux concerts au Stade de France, à l’occasion de la Fête de la Saint-Patrick. La Nuit Celtique (sortie en DVD) réunit en deux soirs plus de 90 000 spectateurs, avec plus de 600 artistes.

### 2003 - 2011

#### Reconnaissance

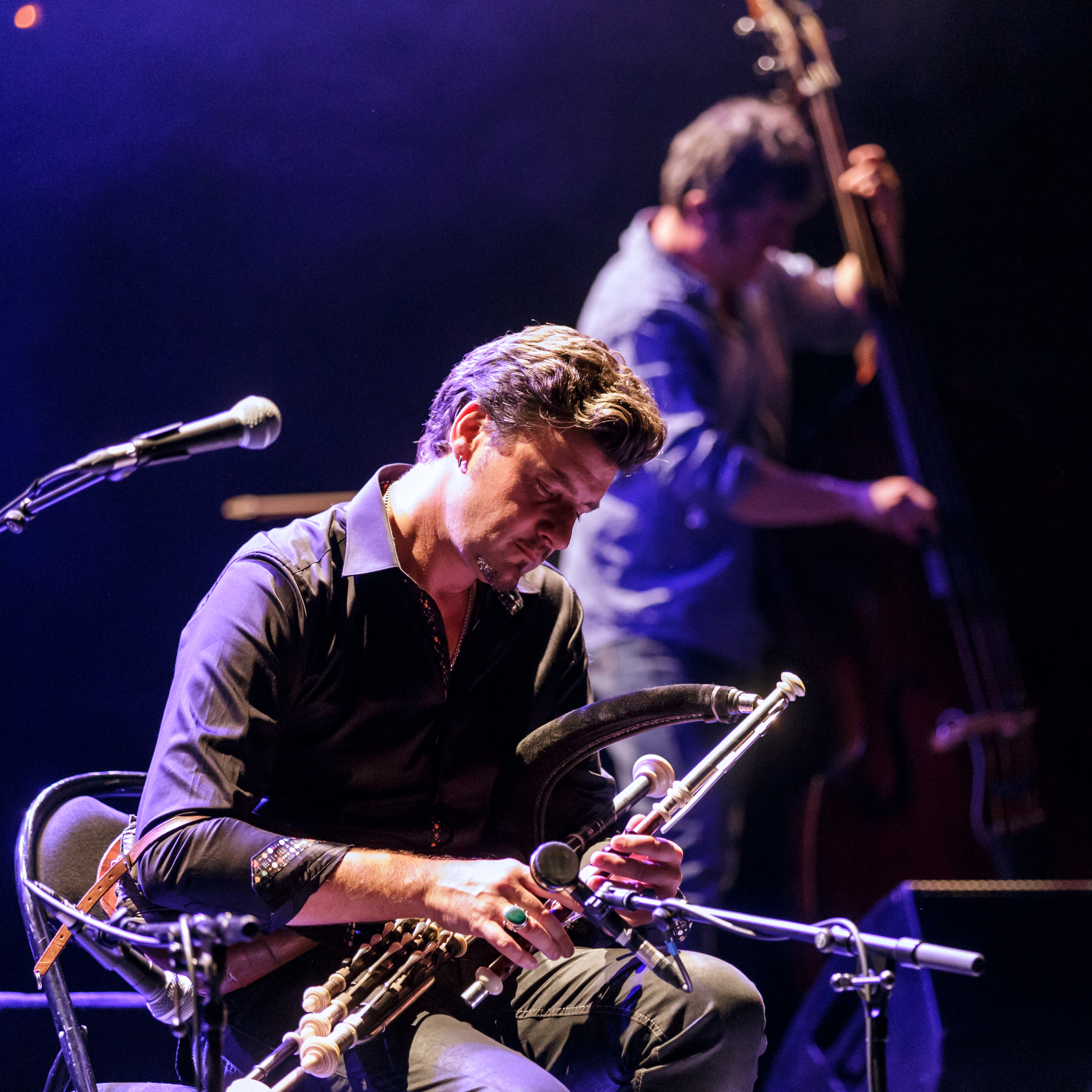
Ronan Le Bars au festival de Cornouaille 2016.

En 2003, appelé par l'arrangeur rennais Yvan Cassar, il enregistre de la flûte sur l'album À la vie, à la mort de Johnny Hallyday. Il apporte également des sonorités celtiques sur les albums des chanteuses, Hélène Ségara et Isabelle Boulay. Il retrouve Dan Ar Braz, qui collabore avec Jean-Jacques Goldman, pour l'album À toi et ceux. Il intervient sur la tournée du chanteur-compositeur Renaud. En 2004, il rencontre en studio le groupe Deep Forest qui l'invite sur leur album et il accompagne Dan Ar Braz en tournée. Après avoir enregistré sur l'album Yacoub, il joue avec Gabriel Yacoub lors de doubles concerts à Quimper, en octobre 2002, janvier 2003 et septembre 2004.

#### Collaborations
En 2005, il enregistre l'album New Century avec Nicolas Quemener, auquel participe Ciaran Tourish au violon. Il accompagne Gwendal (album War-raog) au festival de la Saint-Loup et Amadou et Mariam au festival des Vieilles Charrues. En 2006, il joue sur l'album du chanteur Renaud Rouge Sang et participe à sa tournée française (Tournée Rouge Sang), passant par les salles parisiennes, mais aussi dans les festivals (Terre-Neuvas en Bretagne) et en Belgique pour un concert de soutien à Ingrid Betancourt. Il joue au festival de la Saint-Loup et pour la Nuit de la Saint-Patrick à Bercy en 2007. En 2008, il participe à la création de Didier Lockwood intitulée Passeport pour un violon et à l'album Le Banquet de cristal de Red Cardell. En mars 2009 sort l'album intitulé Trinkan avec Pennoù Skoulm. Il joue en concerts avec Pennoù Skoulm qui invite Andy Irvine (Paris, Carhaix, Festival interceltique de Lorient). Il accompagne Dan Ar Braz sur quelques dates. En 2011 il rejoue avec les Boclé Brothers (Keltic Tales, formation de musique jazz-irlandaise-bretonne), sur leur album Crossfields (avec Manu Katché, Canut Reyes des Gipsy Kings, Rodney Holmes) et au festival de Glasgow notamment. Le 3 février il joue pour les 25 ans de scène du groupe Altan.

### 2012 - Présent

#### Ronan Le Bars Group

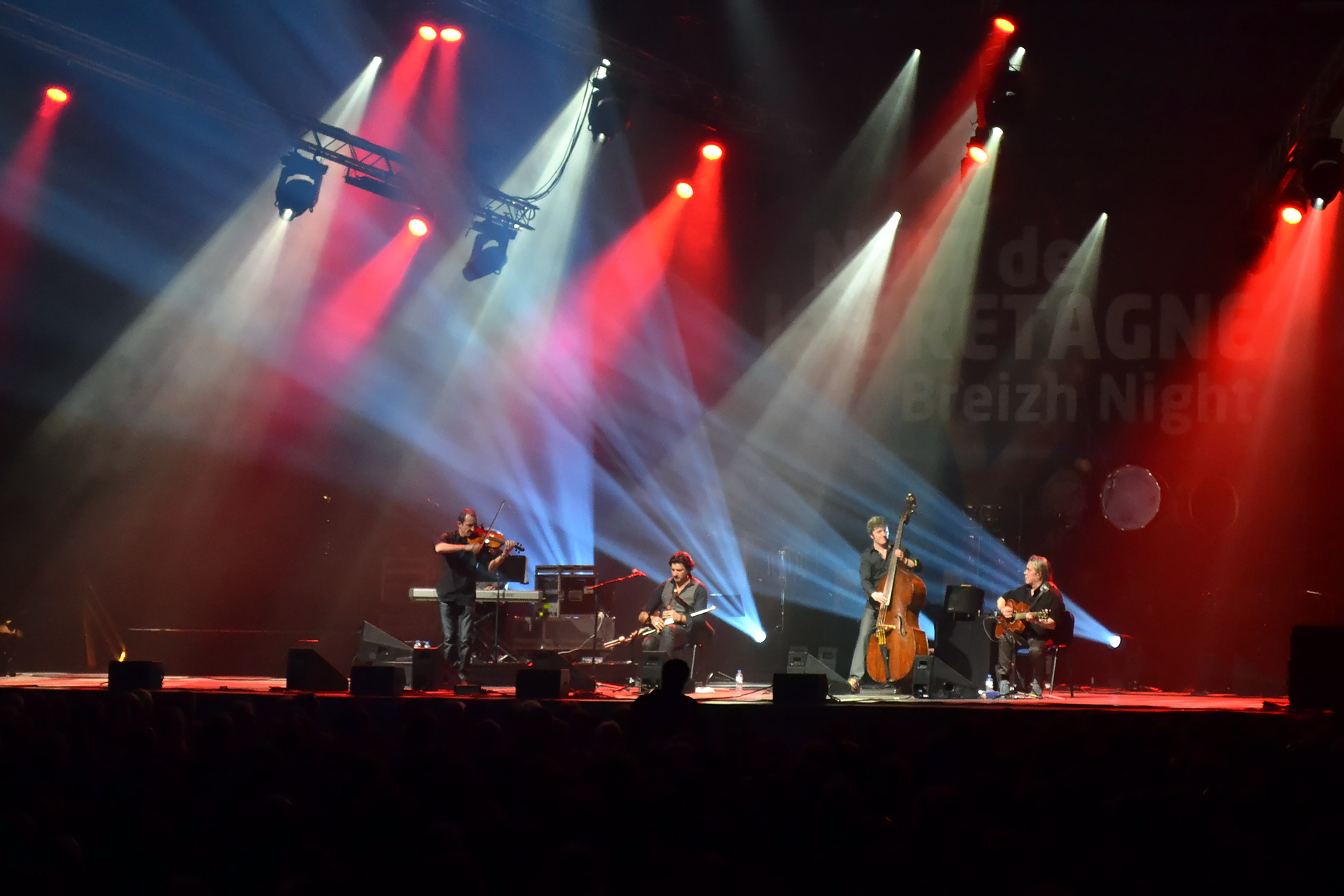
Le groupe à la Nuit de la Bretagne 2014 au parc Lango à Morlaix.

2012 voit la formation du premier collectif sous son nom avec 4 musiciens de renom, à la demande du festival Kann Al Loar. Le spectacle, qui allie la musique bretonne à danser au uilleann pipe est également joué en juillet au festival de Cornouaille. L'agence Lenn Production de Jean-Philippe Mauras travaille au développement de ce projet. 
L'album qui en découle, intitulé Lammdour, sort en juin 2013, suivi par plusieurs concerts l'été, dont la première partie de Clannad au Festival interceltique de Lorient et celle de Catherine Lara au festival de la Saint-Loup. Ronan Le Bars Group participe aux différentes Nuits de la Bretagne (Morlaix, Paris-Bercy, Zénith de Nantes) ainsi qu'un concert au Old Fruitmarket de Glasgow pour Celtic Connections. 
Fin 2015 voit l'enregistrement d'un second album, initialement appelé Tro Breizh, avec Robert Le Gall aux arrangements des morceaux avec orchestre. Le 3 juin 2016, An Erc'h Kentañ - The first snow sort chez Coop Breizh, avant une nouvelle série de concerts. 
Il dévoile le 16 décembre 2019 le premier extrait de son nouvel album Strink Mor (Paker Prod). Dans ce premier titre Breton Man in New York, Ronan Le Bars s'inspire librement et rend hommage subtilement au célèbre English Man in New York de Sting. 
En mars 2020, l'album Strink Mor (Paker Prod) sort dans les bacs ainsi qu'un clip éponyme en septembre 2020. 

#### Collectifs de musiques celtiques

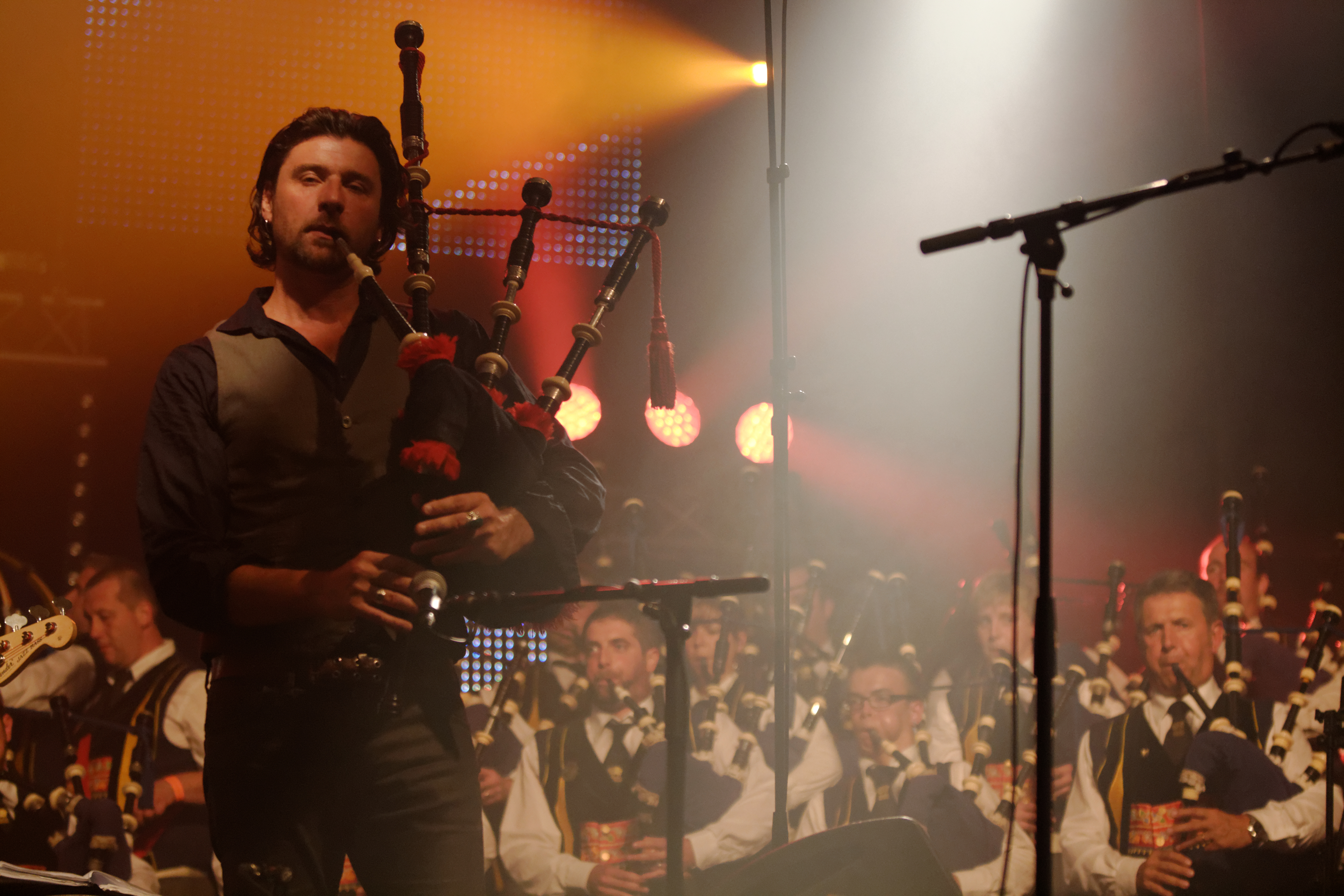
Ronan Le Bars et le bagad Kemper avec Dan Ar Braz au festival de Cornouaille 2013

Ronan Le Bars participe avec Dan Ar Braz à l'album Celebration et au spectacle qui suit, dont la première a lieu pour le festival interceltique de Lorient 2012, et qui se poursuit jusqu'en 2013, passant par les Zéniths lors des Nuits de la Bretagne, les festivals bretons et français et les scènes étrangères (Allemagne).
Accompagnant aussi régulièrement sur scène Red Cardell lors de leur tournée Falling in Love, en 2012, il est présent en Bretagne et aux Francofolies et puis en fin d'année, à Toulouse, St-Etienne, Belfort et Paris à La Boule noire où il participe à l'enregistrement de l'album live Running in Paris, sorti en avril 2013. Il accompagne le groupe jusqu'en 2015. En 2014, le sonneur rejoint une nouvelle création, The Celtic Social Club, initiée et dirigée par Manu Masko de Red Cardell, regroupant sept musiciens autour de musiques celtiques réarrangées. Il s'agit de la création de l'année du festival des Vieilles Charrues présentée le 18 juillet après la prestation de Tinariwen et avant celle d'Elton John. La tournée qui suit passe par plusieurs festivals. Le 1er octobre 2016, le groupe se rend à Central Park pour un concert exceptionnel à l'occasion des 25 ans des Vieilles Charrues.

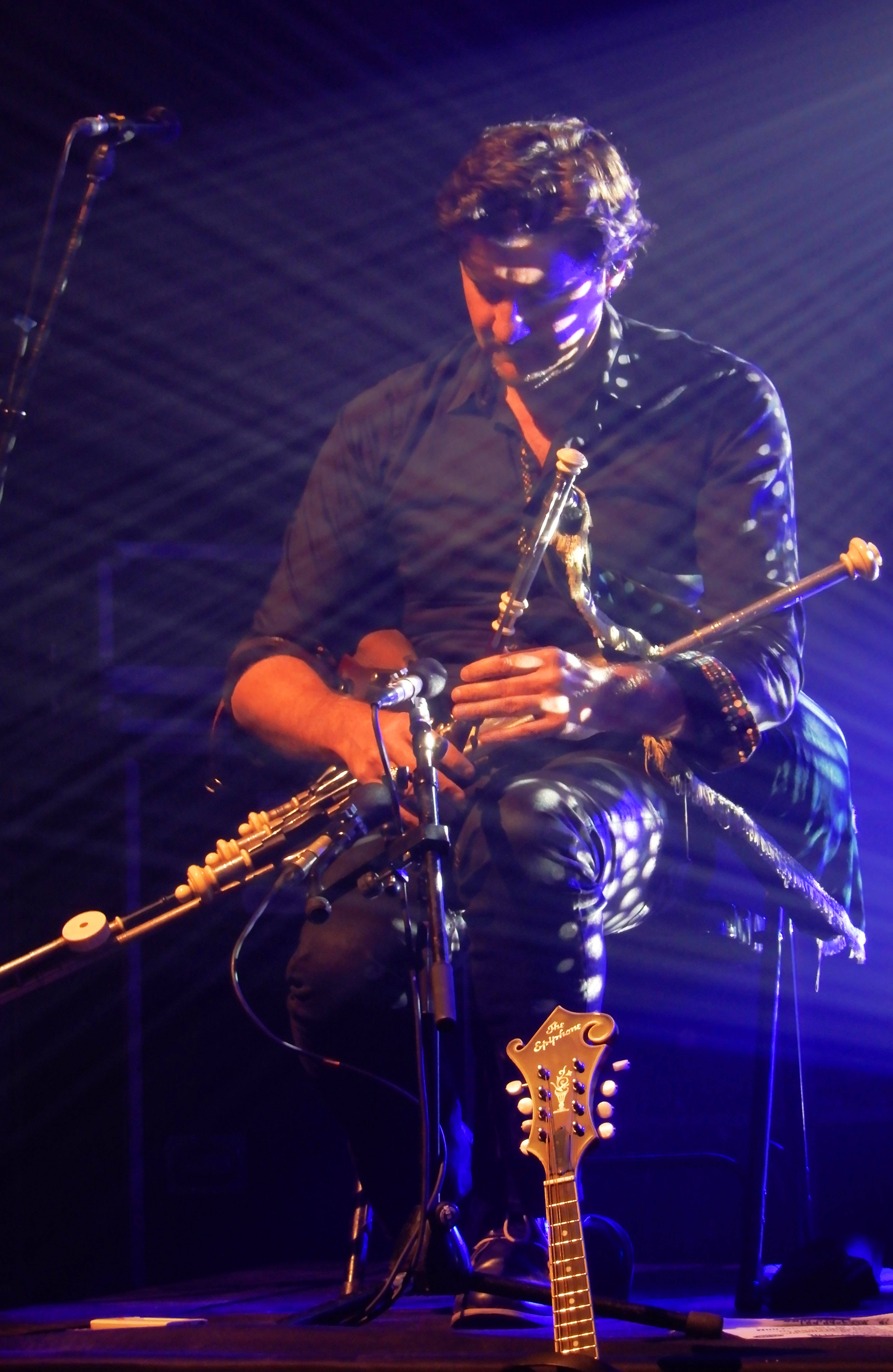
Avec The Celtic Social Club au festival Mythos 2018.

À l'occasion des 30 ans du groupe irlandais Altan, une création voit le jour début 2017 à Rennes : « Altan & Breton Guests ». Ronan Le Bars participe à la tournée qui suit, dont une date au festival interceltique de Lorient 2017, jusqu'en 2018. À partir de 2018, il réalise plusieurs concerts pour la « Nuit des étoiles celtiques » qui réunit également Gilles Servat, Cécile Corbel et Gwennyn.
En 2021, il est directeur artistique de « Celtic Odyssée », création du festival interceltique de Lorient regroupant des artistes internationaux de différentes nations celtes. Après les représentations à guichet fermé à Lorient, d'autres sont organisées à Paris et Glasgow et il met en place un nouveau spectacle en 2023 puis en 2024.  
Après plus de 10 ans en quintet, il forme en 2024 un trio avec le guitariste Erwan Moal et le pianiste Aymeric Le Martelot.  

#### Enregistrements
Keltia Musique produit un album studio puis un live enregistré à New-York de The Celtic Social Club.
En avril 2016, il enregistre pour le nouvel album de Michel Polnareff aux studios ICP à Bruxelles. En juillet 2016, il rejoue au festival de Cornouaille avec en invité son ami Stefan Eicher qui dit de lui : « Quel musicien ! Il y a des musiciens qui m’énervent. Et Ronan en fait partie. Ils m’énervent par ce don qu’ils ont reçu et ce qu’ils en ont fait. ». En 2018, il enregistre en studio pour les nouveaux albums des chanteurs Michel Polnareff, Alan Stivell et Denez Prigent, de la harpiste Cécile Corbel ainsi que du violoniste de jazz Didier Lockwood, un mois avant son décès. 
Le 8 mars 2018, Ronan Le Bars est nommé chevalier des Arts et des Lettres et reçoit sa médaille par le député des Côtes-d’Armor Yannick Kerlogot le 1er juin. 

## Discographie

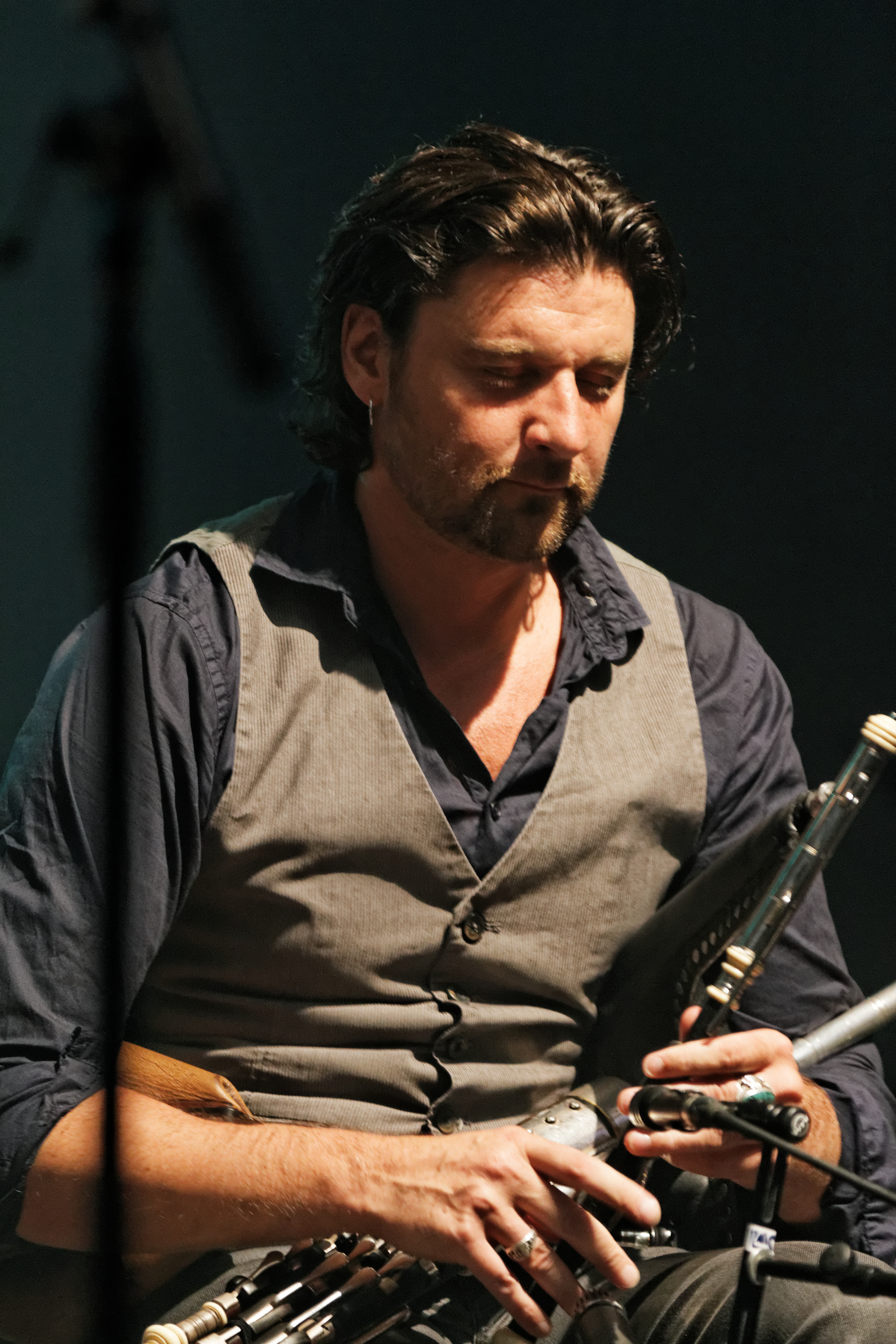
Au uilleann pipe avec Celebration de Dan Ar Braz lors des 90 ans du festival de Cornouaille en 2013.

### Ronan Le Bars Group
- 2013 : Lammdour (Keltia Musique)
- 2016 : An Erc'h Kentañ - The first snow (Coop Breizh)
- 2020 : Strink Mor (Paker Prod)

### En duo avec Nicolas Quemener
- 1997 : Bímís Ag Ol (L'OZ Production)
- 2005 : New Century (Keltia Musique)

### Avec Dan Ar Braz
- 1992 : Rêves de Siam BO (Keltia Musique)
- 1994 : Héritage des Celtes (Columbia)
- 1995 : L'Héritage des Celtes, En Concert (Columbia)
- 1997 : L'Héritage des Celtes, Finisterres (Columbia)
- 1998 : L'Héritage des Celtes, Zénith (CD/DVD) (Saint George, Sony Music)
- 1999 : L’Héritage des Celtes, Bretagnes à Bercy (Saint George, Sony Music)
- 2003 : À toi et ceux (Columbia)
- 2006 : Les Perches du Nil (BMG, Sony Music)
- 2009 : Comptines celtiques et d'ailleurs (Éveil et Découvertes, Coop Breizh)
- 2012 : Celebration (L'OZ Production)
- 2014 : Célébration d'un héritage (Coop Breizh)

### Avec The Celtic Social Club

#### Autres participations
- 1992 : Glaz, Glaz (Escalibur, Coop Breizh)
- 1992 : Gilles Servat, Le Fleuve (Coop Breizh)
- 1994 : Manu Lann-Huel, Les Îles
- 1995 : Didier Squiban, Penn Ar Bed (L'OZ Production, Coop Breizh)
- 1995 : The Boys in the Gap, The Swallow
- 1996 : Celtas Cortos, En estos días inciertos
- 1997 : Frères Boclé, Keltic Tales  (Seascape, Sony Music, Columbia)
- 1999 : Pat O'May, Breizh-Amerika (Coop Breizh)
- 1999 : Hugues de Courson, Songs of Innocence (Virgin)
- 1999 : Stefan Eicher, Louanges
- 2000 : Frères Boclé, Pas an Dour (Naïve)
- 2000 : Jacques Pellen, Les tombées de la nuit, a Celtic Procession live (Naïve)
- 2000 : Claude Nougaro, L'Île Hélène
- 2000 : Taÿfa - Assif
- 2001 : Gabriel Yacoub, :Yacoub:, (Celluloïd, Mélodie)
- 2001 : Stefan Eicher, Hotel's
- 2001 : Hugues de Courson, O'Stravaganza
- 2001 : Alan Stivell, Au-delà des mots (Keltia III, Disques Dreyfus / FDM, Sony Music)
- 2002 : Perry Rose, Hocus Pocus avec Didier Squiban (L'Oz Production)
- 2002 : Yann Tiersen, C'était ici (EMI France)
- 2003 : Johnny Hallyday, À la vie, à la mort (Mercury France, Universal)
- 2003 : Hélène Ségara, Humaine (Warner Music France)
- 2003 : Isabelle Boulay, Depuis le premier jour (Éditions Stanké)
- 2004 : David Hopkins, Parallel Horizons (Keltia Musique)
- 2004 : Louis-Jacques Suignard, Lodenn an ael (Coop Breizh)
- 2004 : Deep Forest, Kusa No Ran
- 2005 : Gwendal, War Raog
- 2006 : Renaud, Rouge Sang (Virgin Music (EMI Group))
- 2007 : Mask ha gazh, Sources
- 2008 : Red Cardell, Le Banquet de Cristal (Keltia Musique)
- 2008 : Didier Lockwood, Passeport pour un violon
- 2009 : Pennoù Skoulm, Trinkan (Innacor, Ton All produksion)
- 2010 : Philippe Marlu, Méfiez-vous des petites filles
- 2011 : Frères Boclé, Crossfields
- 2011 : Clarisse Lavanant, Je te souviens Glenmor
- 2013 : Red Cardell, Running in Paris (Keltia Musique)
- 2014 : La Bande à Renaud (Universal Music)
- 2014 : Jean-Luc Roudaut, Pemp troad d'ar maout
- 2014 : Red Cardell / Bagad Kemper, Gwenn ha Du (Coop Breizh)
- 2016 : Laurent Gourvez, Sentinelles
- 2017 : Collectif, Breizh eo ma bro ! (Sony Music)
- 2018 : Denez Prigent, Mil hent - Mille chemin (Coop Breizh)
- 2018 : Alan Stivell, Human~Kelt (sample Kelti[k]a)
- 2018 : Michel Polnareff, Enfin ! (Terre Happy)

### Compilations
- 1997 : Futur Jazz 2 (Celtic Tales) - Columbia
- 1998 : La musique du bout du monde - L'OZ Production
- 1998 : Bretagne : Une légende celte - Sony Music
- 2002 : Compil'oz - L'Oz Production
- 2006 : Mega celtique - Wagram
- 2008 : Keltia Musique : 30 ans - Keltia Musique
- 2009 : Ar mor  (musiques du bout du monde) - L'OZ Production